# Thiago Schumacher
Thiago Maier dos Santos (* 31. August 1986 in Curitiba, genannt Thiago Schumacher oder Schumacher) ist brasilianisch-italienischer ehemaliger Fußballspieler.

## Karriere
Der Stürmer spielte in der Jugend von Athletico Paranaense, wo er im Januar 2005 seinen ersten Profivertrag unterzeichnete. Dort wurden die Scouts von Udinese Calcio auf das Offensivtalent aufmerksam. Zu Beginn der Saison 2005/06 wurde Schumacher von Atletico an Udinese Calcio verkauft. Für Udine absolvierte der Brasilianer in der Saison 2006/07 ein Spiel in der Serie A und wurde in der Winterpause an den spanischen Zweitligisten Ciudad de Murcia ausgeliehen. Zur Saison 2007/08 kehrt er nicht nach Udine zurück, sondern wechselte zum FCO Dijon, wohin er ebenfalls ausgeliehen wurde.  Anfang der Saison 2008/09 wurde er an den österreichischen Bundesliga-Verein SK Austria Kärnten verliehen. In seinem ersten Ligaspiel gegen den SV Kapfenberg schoss er bereits sein erstes Tor. Weitere 17 Spiele und fünf weitere Treffer folgten. Im Sommer 2009 kehrte er ein weiteres Mal kurz zu Udinese Calcio zurück, um am 31. August erneut nach Österreich – an den FK Austria Wien – verliehen zu werden. Die Wiener besaßen nach der Leihdauer von einer Saison eine Vertragsoption auf den Kauf des Spielers. Im Sommer 2010 verließ er Udine und wechselte endgültig zur Wiener Austria. Seit August 2011 stand er beim ukrainischen Vertreter Wolyn Luzk unter Vertrag. Von März bis Juli 2014 war er beim brasilianischen Klub Associação Ferroviária de Esportes, danach bis Januar 2015 bei Académica de Coimbra in Portugal, und – nach kurzer vertragloser Zeit – spielte er von März bis September 2015 wieder in seiner Heimat bei J. Malucelli Futebol. Dann folgte der italienische Amateurverein Castiadas Calcio 1973 und 2016 die erneute Rückkehr nach Brasilien. Seitdem waren Clube Atlético Linense, Operário Ferroviário EC sowie Botafogo FC die letzten Vereine. Seit dem 1. Januar 2023 ist der Stürmer vereinslos.